# UFC Fight Night: Gustafsson vs. Teixeira
UFC Fight Night: Gustafsson vs. Teixeira（ユーエフシー・ファイトナイト：グスタフソン・バーサス・テイシェイラ、別名UFC Fight Night 109）は、アメリカ合衆国の総合格闘技団体「UFC」の大会の一つ。2017年5月28日、スウェーデン・ストックホルム県ストックホルムのエリクソン・グローブで開催された。

## 大会概要
本大会ではアレクサンダー・グスタフソンとグローバー・テイシェイラによるライトヘビー級戦が組まれた。
キャリア7戦全勝のオリバー・エンカンプがUFCデビュー。

## 試合結果

### アーリープレリム
第1試合 ライト級 5分3R
○  ダミール・ハジョビッチ vs.  マルチン・ヘルド ×
3R 0:07 KO（左膝蹴り）
第2試合 79.8kg契約 5分3R
○  ダレン・ティル vs.  イエシン・アヤリ ×
3R終了 判定3-0（30-27、30-27、29-27）
※ティルの体重超過によりウェルター級から変更。

### プレリミナリーカード
第3試合 ウェルター級 5分3R
○  ボヤン・ベリチコビッチ vs.  ニコ・ムソケ ×
3R 4:37 KO（右フック）
第4試合 ライト級 5分3R
○  ジョアキン・シウバ vs.  レザ・マダディ ×
3R終了 判定2-1（29-28、28-29、29-28）
第5試合 ミドル級 5分3R
○  トレバー・スミス vs.  クリス・カモージ ×
3R終了 判定3-0（30-27、30-26、30-26）
第6試合 バンタム級 5分3R
○  ペドロ・ムニョス vs.  ダミアン・スタシアク ×
3R終了 判定3-0（29-28、29-28、29-28）

### メインカード
第7試合 ミドル級 5分3R
○  ジャック・ハーマンソン vs.  アレックス・ニコルソン ×
1R 2:00 TKO（パウンド）
第8試合 ウェルター級 5分3R
○  ノーディン・タレブ vs.  オリバー・エンカンプ ×
3R終了 判定3-0（30-27、30-27、29-28）
第9試合 ウェルター級 5分3R
○  オマリ・アフメドフ vs.  アブドゥル・ラザク・アルハッサン ×
3R終了 判定2-1（30-27、28-29、30-27）
第10試合 ウェルター級 5分3R
○  ペーター・ソボッタ  vs.  ベン・ソーンダース ×
2R 2:29 TKO（左ストレート→左膝蹴り）
第11試合 ライトヘビー級 5分3R
○  ヴォルカン・オーズデミア vs.  ミシャ・サークノフ ×
1R 0:28  KO（右フック）
第12試合 ライトヘビー級 5分5R
○  アレクサンダー・グスタフソン vs.  グローバー・テイシェイラ ×
5R 1:07 KO（右アッパー→右フック）

### 各賞
ファイト・オブ・ザ・ナイト： アレクサンダー・グスタフソン vs. グローバー・テイシェイラ
パフォーマンス・オブ・ザ・ナイト： ボヤン・ベリチコビッチ、ダミール・ハジョビッチ
各選手にはボーナスとして5万ドルが授与された。

### カード変更
負傷などによるカードの変更は以下の通り。